# Clasificación de Conmebol para la Copa Mundial de Fútbol de 1978
Para la Copa Mundial de Fútbol de 1978 de Argentina, la Conmebol disponía de 3,5 plazas (3 plazas directas y otra mediante 1 repesca intercontinental) de las 16 totales del Mundial. Argentina, la organizadora, se clasificó directamente, dejando 2,5 plazas para 9 equipos.
La clasificación se dividió en dos rondas que son las siguientes:
- Primera ronda: Los nueve equipos se agruparon en tres grupos de tres equipos cada uno. Jugándose por el sistema de liguilla, con encuentros en casa y fuera. Los primeros de grupo pasarían a la ronda final.
- Ronda final: Los tres equipos jugarían otra liguilla a un solo partido, en cancha neutral. El primero y el segundo de grupo se clasificarían para el Mundial y el tercero pasaría a la repesca intercontinental.

## Primera fase

### Grupo 1
| Equipo   | Ptos. | PJ | PG | PE | PP | GF | GC | Dif. |
| -------- | ----- | -- | -- | -- | -- | -- | -- | ---- |
| Brasil   | 6     | 4  | 2  | 2  | 0  | 8  | 1  | +7   |
| Paraguay | 4     | 4  | 1  | 2  | 1  | 3  | 3  | 0    |
| Colombia | 2     | 4  | 0  | 2  | 2  | 1  | 8  | –7   |

| 20 de febrero de 1977 | Colombia | 0-0     | Brasil | El Campín, Bogotá                                                 |                                                                   |
|                       |          | Reporte |        | Asistencia: 55 439 espectadores Árbitro(s): Miguel Ángel Comesaña | Asistencia: 55 439 espectadores Árbitro(s): Miguel Ángel Comesaña |

| 24 de febrero de 1977 | Colombia | 0-1 | Paraguay | El Campín, Bogotá                                        |                                                          |
|                       |          |     | Jara 26' | Asistencia: 45 838 espectadores Árbitro(s): César Orozco | Asistencia: 45 838 espectadores Árbitro(s): César Orozco |

| 6 de marzo de 1977 | Paraguay | 1-1 | Colombia     | Defensores del Chaco, Asunción                               |                                                              |
|                    | Jara 90' |     | Vilarete 58' | Asistencia: 30 154 espectadores Árbitro(s): Cerullo Giuliano | Asistencia: 30 154 espectadores Árbitro(s): Cerullo Giuliano |

| 9 de marzo de 1977 | Brasil                                                        | 6-0     | Colombia | Maracaná, Río de Janeiro                                    |                                                             |
|                    | Roberto 15', 31' · Zico 25' · Marinho 41', 55' · Rivelino 85' | Reporte |          | Asistencia: 162 777 espectadores Árbitro(s): Ángel Coerezza | Asistencia: 162 777 espectadores Árbitro(s): Ángel Coerezza |

| 13 de marzo de 1977 | Paraguay | 0-1     | Brasil             | Defensores del Chaco, Asunción                             |                                                            |
|                     |          | Reporte | Insfrán 59' (a.g.) | Asistencia: 40 490 espectadores Árbitro(s): Luis Pestarino | Asistencia: 40 490 espectadores Árbitro(s): Luis Pestarino |

| 20 de marzo de 1977 | Brasil            | 1-1     | Paraguay | Maracaná, Río de Janeiro                                 |                                                          |
|                     | Roberto 6' (pen.) | Reporte | Báez 54' | Asistencia: 94 947 espectadores Árbitro(s): Barreto Ruiz | Asistencia: 94 947 espectadores Árbitro(s): Barreto Ruiz |

- Brasil pasaría a la ronda final.

### Grupo 2
| Equipo    | Ptos. | PJ | PG | PE | PP | GF | GC | Dif. |
| --------- | ----- | -- | -- | -- | -- | -- | -- | ---- |
| Bolivia   | 7     | 4  | 3  | 1  | 0  | 8  | 3  | +5   |
| Uruguay   | 4     | 4  | 1  | 2  | 1  | 5  | 4  | +1   |
| Venezuela | 1     | 4  | 0  | 1  | 3  | 2  | 8  | –6   |

| 9-2-1977 | Venezuela  | 1-1 | Uruguay    | Brígido Iriarte, Caracas                          |                                                   |
|          | Flores 88' |     | Olivera 5' | Asistencia: 5000 espectadores Árbitro(s): Ramirez | Asistencia: 5000 espectadores Árbitro(s): Ramirez |

| 27-2-1977 | Bolivia     | 1-0 | Uruguay | Simón Bolívar, La Paz                                   |                                                         |
|           | Jiménez 48' |     |         | Asistencia: 20 306 espectadores Árbitro(s): Arppi Filho | Asistencia: 20 306 espectadores Árbitro(s): Arppi Filho |

| 6-3-1977 | Venezuela   | 1-3 | Bolivia                              | Brígido Iriarte, Caracas                                        |                                                                 |
|          | Iriarte 86' |     | Mezza 5' · Jiménez 76' · Aguilar 80' | Asistencia: 5034 espectadores Árbitro(s): Juan Silvagno Cavanna | Asistencia: 5034 espectadores Árbitro(s): Juan Silvagno Cavanna |

| 13-3-1977 | Bolivia                    | 2-0 | Venezuela | Simón Bolívar, La Paz                                          |                                                                |
|           | Jiménez 17' · Aragonés 53' |     |           | Asistencia: 21 217 espectadores Árbitro(s): Edison Pérez Núñez | Asistencia: 21 217 espectadores Árbitro(s): Edison Pérez Núñez |

| 17-3-1977 | Uruguay         | 2-0 | Venezuela | Centenario, Montevideo                                    |                                                           |
|           | Pizzani 11' 83' |     |           | Asistencia: 4383 espectadores Árbitro(s): Armando Marques | Asistencia: 4383 espectadores Árbitro(s): Armando Marques |

| 27-3-1977 | Uruguay         | 2-2 | Bolivia         | Centenario, Montevideo                               |                                                      |
|           | Pereyra 23' 49' |     | Aguilar 25' 59' | Asistencia: 7477 espectadores Árbitro(s): Ithurralde | Asistencia: 7477 espectadores Árbitro(s): Ithurralde |

- Bolivia pasaría a la ronda final.

### Grupo 3
| Equipo  | Ptos. | PJ | PG | PE | PP | GF | GC | Dif. |
| ------- | ----- | -- | -- | -- | -- | -- | -- | ---- |
| Perú    | 6     | 4  | 2  | 2  | 0  | 8  | 2  | +6   |
| Chile   | 5     | 4  | 2  | 1  | 1  | 5  | 3  | +2   |
| Ecuador | 1     | 4  | 0  | 1  | 3  | 1  | 9  | –8   |

| 20-2-1977 | Ecuador        | 1-1 | Perú        | Atahualpa, Quito                                   |                                                    |
|           | Paz y Miño 81' |     | Oblitas 43' | Asistencia: 39 576 espectadores Árbitro(s): Rohrig | Asistencia: 39 576 espectadores Árbitro(s): Rohrig |

| 27-2-1977 | Ecuador | 0-1 | Chile      | Modelo, Guayaquil                                  |                                                    |
|           |         |     | Gamboa 33' | Asistencia: 51 200 espectadores Árbitro(s): Romero | Asistencia: 51 200 espectadores Árbitro(s): Romero |

| 6-3-1977 | Chile       | 1-1 | Perú        | Nacional, Santiago                                       |                                                          |
|          | Ahumada 42' |     | Muñante 70' | Asistencia: 67 983 espectadores Árbitro(s): Faville Neto | Asistencia: 67 983 espectadores Árbitro(s): Faville Neto |

| 12-3-1977 | Perú                                        | 4-0 | Ecuador | Nacional, Lima                                                |                                                               |
|           | Velásquez 19' · Oblitas 48' 50' · Luces 63' |     |         | Asistencia: 43 319 espectadores Árbitro(s): Barrancos Álvarez | Asistencia: 43 319 espectadores Árbitro(s): Barrancos Álvarez |

| 20-3-1977 | Chile                         | 3-0 | Ecuador | Nacional, Santiago                                            |                                                               |
|           | Figueroa 29' 55' · Castro 40' |     |         | Asistencia: 15 571 espectadores Árbitro(s): Vicente Llobregat | Asistencia: 15 571 espectadores Árbitro(s): Vicente Llobregat |

| 26-3-1977 | Perú                    | 2-0 | Chile | Nacional, Lima                                     |                                                    |
|           | Sotil 49' · Oblitas 54' |     |       | Asistencia: 62 000 espectadores Árbitro(s): Coelho | Asistencia: 62 000 espectadores Árbitro(s): Coelho |

- Perú pasaría a la ronda final.

## Estadísticas generales
| Equipo    | Ptos. | PJ | PG | PE | PP | GF | GC | Dif. |
| --------- | ----- | -- | -- | -- | -- | -- | -- | ---- |
| Bolivia   | 7     | 4  | 3  | 1  | 0  | 8  | 3  | +5   |
| Brasil    | 6     | 4  | 2  | 2  | 0  | 8  | 1  | +7   |
| Perú      | 6     | 4  | 2  | 2  | 0  | 8  | 2  | +6   |
| Chile     | 5     | 4  | 2  | 1  | 1  | 5  | 3  | +2   |
| Uruguay   | 4     | 4  | 1  | 2  | 1  | 5  | 4  | +1   |
| Paraguay  | 4     | 4  | 1  | 2  | 1  | 3  | 3  | 0    |
| Colombia  | 2     | 4  | 0  | 2  | 2  | 1  | 8  | –7   |
| Venezuela | 1     | 4  | 0  | 1  | 3  | 2  | 8  | –6   |
| Ecuador   | 1     | 4  | 0  | 1  | 3  | 1  | 9  | –8   |

## Segunda fase
| Selección | Ptos. | PJ | PG | PE | PP | GF | GC | Dif. |
| --------- | ----- | -- | -- | -- | -- | -- | -- | ---- |
| Brasil    | 4     | 2  | 2  | 0  | 0  | 9  | 0  | 9    |
| Perú      | 2     | 2  | 1  | 0  | 1  | 5  | 1  | 4    |
| Bolivia   | 0     | 2  | 0  | 0  | 2  | 0  | 13 | −13  |

| 10 de julio de 1977 | Brasil  | 1:0 (0:0) | Perú | Pascual Guerrero, Cali, Colombia                                  |                                                                   |
|                     | Gil 53' | Reporte   |      | Asistencia: 50 345 espectadores Árbitro(s): Miguel Ángel Comesaña | Asistencia: 50 345 espectadores Árbitro(s): Miguel Ángel Comesaña |

| 14 de julio de 1977 | Bolivia | 0:8 (0:4) | Brasil                                                                           | Pascual Guerrero, Cali, Colombia                                  |                                                                   |
|                     |         | Reporte   | Zico 5', 10', 27' (pen.), 60' · Roberto 22' · Gil 54' · Cerezo 70' · Marcelo 89' | Asistencia: 38 037 espectadores Árbitro(s): Juan Silvagno Cavanna | Asistencia: 38 037 espectadores Árbitro(s): Juan Silvagno Cavanna |

| 17 de julio de 1977 | Perú                                               | 5:0 (2:0) | Bolivia | Pascual Guerrero, Cali, Colombia                         |                                                          |
|                     | Cubillas 31', 44' · Velásquez 65', 89' · Rojas 74' | Reporte   |         | Asistencia: 33 333 espectadores Árbitro(s): Barreto Ruiz | Asistencia: 33 333 espectadores Árbitro(s): Barreto Ruiz |

- Brasil y Perú se clasificaron para la Copa del Mundo.
- Bolivia pasó a la repesca intercontinental.

## Repesca intercontinental UEFA-Conmebol
| 29 de octubre de 1977 | Hungría                                                                       | 6:0 (5:0) | Bolivia | Népstadion, Budapest                                      |                                                           |
|                       | Nyilasi 12' · Törőcsik 19' · Zombori 22' · Várady 27' · Pintér 39' · Nagy 81' | Reporte   |         | Asistencia: 60 000 espectadores Árbitro(s): Ramón Barreto | Asistencia: 60 000 espectadores Árbitro(s): Ramón Barreto |

| 30 de noviembre de 1977 | Bolivia                      | 2:3 (1:2) (Global 2:9) | Hungría                                          | Hernando Siles, La Paz                                     |                                                            |
|                         | Aragonés 45+2' (pen.), 90+4' | Reporte                | Törőcsik 37' · Halász 43' · Del Llano 84' (a.g.) | Asistencia: 46 583 espectadores Árbitro(s): Charles Corver | Asistencia: 46 583 espectadores Árbitro(s): Charles Corver |

## Clasificados
| Bandera de Argentina    | Bandera de Brasil       | Bandera de Perú         |
| Argentina               | Brasil                  | Perú                    |
| Clasificado: 06/07/1977 | Clasificado: 14/07/1977 | Clasificado: 17/07/1977 |